# Svarttjärnen (Svegs socken, Härjedalen, 686524-143409)
Svarttjärnen är en sjö i Härjedalens kommun i Härjedalen och ingår i Ljusnans huvudavrinningsområde. Sjön har en area på 0,0742 kvadratkilometer och ligger 450,2 meter över havet.

## Delavrinningsområde
Svarttjärnen ingår i det delavrinningsområde (686280-143506) som SMHI kallar för Utloppet av Tyckeltjärnen. Medelhöjden är 454 meter över havet och ytan är 13,95 kvadratkilometer. Det finns inga avrinningsområden uppströms utan avrinningsområdet är högsta punkten. Vattendraget som avvattnar avrinningsområdet har biflödesordning 3, vilket innebär att vattnet flödar genom totalt 3 vattendrag innan det når havet efter 217 kilometer. Avrinningsområdet består mestadels av skog (66 procent) och sankmarker (10 procent). Avrinningsområdet har 1,14 kvadratkilometer vattenytor vilket ger det en sjöprocent på 8,1 procent.